# Харабаули
Харабаули (груз. ხარაბაული) — село в Грузии, на территории Хонийского муниципалитета края (мхаре) Имеретия.

## География
Село находится в западной части Грузии, на расстоянии приблизительно 9 километров (по прямой) к северо-востоку от города Хони, административного центра муниципалитета. Абсолютная высота — 253 метра над уровнем моря.

## Население
По результатам официальной переписи населения 2014 года, постоянное население в Харабаули отсутствовало.
| Год  | Население, человек |
| ---- | ------------------ |
| 2002 | 24                 |
| 2014 | ↘ 0                |